# Barbara Gittings
Barbara Gittings (31. srpnja 1932. - 18. veljače 2007.) bila je istaknuti američki aktivist za LGBT ravnopravnost. Organizirala je njujoršku podružnicu Kćeri Bilitis (DOB) od 1958. do 1963., uređivala nacionalni DOB magazin Ljestve od 1963. do 1966. i blisko surađivala s Frankom Kamenyem 1960-ih na prvim redovima piketa koji su skrenuli pozornost na zabrana zapošljavanja homoseksualaca od strane najvećeg poslodavca u SAD-u u to vrijeme: vlade Sjedinjenih Država. Njezina rana iskustva s pokušajima da nauče više o lezbijstvu potaknula su njezin životni rad s knjižnicama. Sedamdesetih je Gittings bila je najviše uključena u Američko udruženje knjižnica, posebno u njegove gay klubove, prve takve u profesionalnoj organizaciji, kako bi promovirao pozitivnu literaturu o homoseksualnosti u knjižnicama. Bila je dio pokreta da Američko psihijatrijsko udruženje 1972. godine odbaci stajalište o homoseksualnosti kao duševnoj bolesti. Njezina životna misija bila je otrgnuti "pokrov nevidljivosti" povezan s homoseksualnošću, koji je do tada bio povezan s kriminalom i mentalnim bolestima.
Nagrađena je doživotnim članstvom u Američkom knjižničarskom udruženju, a ALA je godišnju nagradu za najbolji gay ili lezbijski roman proglasio Barbara Gittings Award. Gej i lezbijski savez protiv klevete (GLAAD) također joj je dodijelio aktivističku nagradu. Na njezinu parastosu Matt Foreman, izvršni direktor Nacionalne radne skupine za homoseksualce i lezbijke, rekao je: "Što dugujemo Barbari? Sve."

## Rani život i obrazovanje
Barbara Gittings rođena je od majke Elizabeth (rođene Brooks) Gittings i oca Johna Steretta Gittings u Beču, gdje je njezin otac bio američki diplomat. Barbara i njena braća i sestre pohađali su katoličke škole u Montréalu. Bila je toliko uronjena u katoličanstvo u jednom trenutku djetinjstva da je razmišljala postati redovnicom. Njezina se obitelj izbijanjem Drugog svjetskog rata vratila u Sjedinjene Države i nastanila se u Wilmingtonu, Delaware. Iako svjesna toga da su je privlačile druge djevojke, Gittings je rekla da je riječ "homoseksualac" prvi put čula kad joj je u srednjoj školi odbijeno članstvo u Nacionalnom počasnom društvu. Iako je bila izvrsna učenica, učitelj koji je imao rezerve prema njezinom karakteru odveo ju je u stranu i rekao joj da se odbijanje temelji na onome što je učitelj vjerovao da su "homoseksualne sklonosti".
Dok je studirala dramu na Sveučilištu Northwestern, Gittings je razvila blisko, ali neseksualno prijateljstvo s drugom studenticom, što je potaknulo glasine da su njih dvije lezbijke. To je Gittings navelo na ispitivanje vlastite seksualne orijentacije. U pokušajima da to razumije, sumnje joj je potvrdio psihijatar koji joj je ponudio da je izliječi. Budući da nije imala dovoljno novca za redovite posjete, nije mogla dobiti novac od oca koji je zaključio da psihijatar nije mogao riješiti probleme koje svećenik nije mogao. Bliska prijateljica predložila je da se rjeđe viđaju kako ne bi dodatno potaknuli glasine o njima.
Jer nije imala s kim razgovarati o problemima koji je opterećuju, odlučila je pročitati što više o toj temi. Pronašla je vrlo malo, a velik dio onoga što je pronašla opisivao je homoseksualce kao "devijante", "perverznjake" i "nenormalne" u medicinskim knjigama i tekstovima o nenormalnoj psihologiji ili neobičnim generalizacijama koje su navodile da homoseksualci nisu mogli zviždati ili da im je omiljena boja zelena. Otkrila je da su svi izvori informacija o homoseksualcima fokusirani na muškarce. Prisjetila se u intervjuu 2001. godine, "Mislila sam, ovdje se ne radi o meni. Ovdje nema ničega o ljubavi ili sreći. Mora postojati nešto bolje ". Njezino istraživanje oduzelo joj je toliko vremena na Northwesternu da je na kraju propala u školi. Gittings je za to vrijeme pronašao svrhu rekavši: "Moja misija nije bila steći opće obrazovanje, nego spoznati sebe i kakav će mi biti život. Tako sam prestala ići na nastavu i počela ići u knjižnicu. U to doba nije bilo organizacija kojima bi se mogli obratiti, samo su knjižnice bile sigurne, iako su sadržani podaci bili sumorni."

## Nakon fakulteta
U dobi od 17 godina vratila se sa sveučilišta "osramoćena" nakon što je propala u školi, a nije mogla obitelji reći zašto. Ali, bila je prisiljena nastaviti tragati za informacijama. Neke je pronašla u tada dostupnim romanima: Nightwood, Zdenac usamljenosti i Izvanredne žene. Ubrzo nakon toga, njezin je otac otkrio Zdenac usamljenosti na hrpi drugih stvari u njezinoj spavaćoj sobi. Bio je toliko zgrožen onim što je otkrio da joj je naložio da spali knjigu, ali to je učinio u pismu jer nije uspio s njom razgovarati o tome licem u lice. I dalje željna saznati više o homoseksualnosti, Gittings je pohađala noćni tečaj iz abnormalne psihologije, gdje je upoznala ženu, s kojom je imala prvu vezu. U dobi od 18 godina napustila je dom kako bi bila sama i preselila se u Philadelphiju.
Gittings je vikendom počela stopirati do New Yorka, odjevena u muškarca, kako bi posjećivala gay barove jer nije znala za nikoga u Philadelphiji i nije znala ni za jedno drugo mjesto gdje bi se mogla "priključiti gay zajednici". U 1975 intervjuu, sjetila "nosila sam drag jer sam mislila da je to način da se pokaže da sam gay. Sada se promijenio, ali početkom 50-ih u osnovi su bile dvije vrste žena u gay barovima: takozvane butch s kratkom kosom i u običnoj muškoj odjeći i takozvane femme u haljinama i štiklama i našminkane. Znala sam da štikle i šminka nisu moj osobni stil, pa sam pomislila... Moram biti ova druga vrsta!" Međutim, Gittings je pronašla vrlo malo zajedničkog sa ženama koje je upoznala u barovima, a nakon što je svjedočila kako su homoseksualnog muškog poznanika pretukli nakon izlaska iz bara, počela je usmjeravati svoje snage na sakupljanje knjiga.

## Aktivizam 1950-ih i 1960-ih

### Kćeri Bilitis
Godine 1956., Gittings je putovala u Kaliforniju po savjetu Donalda Webstera Coryja kako bi posjetio ured nove ONE, Inc., rane homofilske organizacije koja se posvetila pružanju podrške homoseksualcima u SAD-u. Dok je bila u Kaliforniji, upoznala je Phyllis Lyon i Del Martin, koje su u San Franciscu bili suosnivači Kćeri Bilitis (DOB). "Bila je slatka, mlada žene kovrčave kose koja je nosila sandale. Sjećam se da je imala ovu torbu, ruksak - Nikad nisam vidio nešto slično. Ili nju", sjetio se Lyon. Na svom prvom sastanku Kćeri Bilitisa u nečijoj dnevnoj sobi, Gittings je smislila ovo nejasno ime za organizaciju, za koje je mislila da je nepraktično, teško za izgovoriti i napisati, a pozivala se na izmišljeni biseksualni lik, čak ni homoseksualan. "Čak sam i tada bio prilično asertivna... Što su radili s takvim imenom? Nije bilo lijepo od mene, ali činilo se da su to prilično dobro prihvatili."
Godine 1958. Martin i Lyon zatražili su od Gittings da pokrene podružnicu u New Yorku, što je i učinila kad je manje od desetak žena odgovorilo na njezinu obavijest u biltenu Mattachine Society tražeći "sve žene u području New Yorka koje su zainteresirane za formiranje podružnice DOB-a "20. rujna 1958. Gittings je bila prva predsjednica podružnice tri godine, od 1958. do 1961. godine, kada je upoznala Kay Tobin.
Godine 1982., Gittings se prisjetila, "Pridružila sam se pokretu 1958. godine, kada je tema homoseksualnosti još uvijek bila obavijena potpunom tišinom. Nije bilo radio emisija ili TV dokumentarnih filmova. U svim Sjedinjenim Državama bilo je možda pola tuceta skupina, ukupno dvjesto ljudi." Kćeri Bilitis poslužile su kao društvena alternativa barovima za lezbijke, ali su se jako potrudile poreći da su se "dogovarale o 'nemoralnim kontaktima'". Dok je bila predsjednik DOB-a u New Yorku, po sastanku je bilo između 10 i 40 prisutnih članova. Sastajali su se dva puta mjesečno i često su pozivali liječnike, psihijatre, ministre i odvjetnike da im se obrate na sastancima, čak i ako je poruka očito omalovažavala lezbijke. Gittings se prisjetila: "U početku smo bili tako zahvalni samo što imamo ljude - itko - tko obraća pažnju na nas, slušali smo i prihvaćali sve što su rekli, bez obzira koliko loše bilo... bilo je važno sve što je pomoglo da se tišina prekine, bez obzira koliko nam to smiješno ili glupo izgledalo danas."
Gittings je priznala da su rani sastanci i spisi u Kćerima Bilitis pozivali svoje članove da ne uznemiravaju prevladavajuće heteroseksualno društvo; da će integracija i prihvaćanje biti postignuto kad heteroseksualci vide da se homoseksualci i lezbijke ne razlikuju dramatično od njih samih. U to je vrijeme radila kao službenica, provevši deset godina kao operater mimeografa u arhitektonskoj tvrtci. Njujorška podružnica DOB-a raspodijelila je bilten za oko 150 ljudi, a Gittings je radila na njemu, dok se od nje tražilo da prekovremeno radi na poslu. Godine 1959., nakon što je koristila omotnice tvrtke za slanje biltena i naljepnicom prekrivala ime tvrtke, netko je napisao tvrtki kako bi ih obavijestio da se distribuira bilten o lezbijstvu. Gittings je bila sigurna da će biti otpuštena, ali njezina šefica joj je između redaka izjavila da je upoznata s temom, jer je služila u oružanim snagama. Nije dobila otkaz, ali je upozorena da bude opreznija.

### Ljestve
Od 1963. do 1966. uređivala je časopis organizacije Ljestve, (The Ladder) prateći Lyona i Martina kao urednika. Iako su Kćeri Bilitis zauzele politički stav u utrci za gradonačelnika San Francisca 1959. godine, Martin i Lyon nastojali su da Ljestve ostanu apolitične. Gittings je bila impresionirana kako se njezin rad kao urednice odrazio na časopis i mišljenja čitatelja. "Otkrila sam moć tiska, moć da unesete ono što želite kako biste utjecali na čitatelje", rekla je.
Na konvenciji novoformiranih homofilskih organizacija Istočne obale 1963., publika je čula kako im je govornik dr. Albert Ellis rekao da je "ekskluzivni homoseksualac" psihopat. Članci i eseji u Ljestve ponekad su nosili ta gledišta, jer je bilo teško navesti psihijatre i liječnike da se u bilo kojem obliku bave homoseksualnošću. Gittings je rekla: "Ljudi poput Ellisa govorili su o homoseksualnosti kao o bolesti. I razgovarali su o lijeku .. . Sjedili bismo tamo, slušali i pristojno pljeskali, a nakon toga odlazili na druženje." Međutim, nakon što je dr. Ellis govorio, to je učinio i gay aktivist Frank Kameny, ostavljajući dojam na Gittings svojim stavom da je beskorisno pokušavati pronaći lijekove i uzroke za homoseksualnost, jer nema valjanih dokaza da se radi o bolesti. Rekao je Gittings, "Moje se razmišljanje nije promijenilo sve dok se nije pojavio Frank Kameny i rekao je otvoreno i čvrsto i nedvosmisleno da homoseksualnost nije vrsta bolesti ili bolesti ili poremećaja ili kvara, nego je u potpunosti jednaka heteroseksualnosti .... Odjednom sam otkrila da na stvari koje su se dogodile gledam u sasvim drugačijem svjetlu i zauzela sam stav koji se sve više razlikovao od stavova DOB-a."
Gittings je počela uvoditi promjene u The Ladderu koje su uključivale dodavanje "Lezbijskog pregleda" ispod naslova na naslovnici i zamjenu crteža na naslovnici fotografijama stvarnih lezbijki, koje je često snimala njezina partnerica, Kay Lahusen. Gittings je distribuirala Ljestve u šest knjižara u New Yorku i Philadelphiji, a jedna je trgovina u Greenwich Villageu časopis stavila na vidljivo mjesto i prodavavala 100 primjeraka mjesečno. Fokus časopisa preusmjerio se i na rješavanje kontroverznijih pitanja kako bi se potaknula rasprava, tiskajući takve članke pod naslovom "Mrzim žene" ciljajući na žene koje su politički apatične i "Postupati ili učiti?" to je bila rasprava o tome je li učinkovitije educirati javnost ili poduzeti političku akciju.

### Protesti
Gittings je sudjelovala u mnogim najranijim LGBT akcijama u Sjedinjenim Državama. Godine 1965., Gittings je marširala na prvim gay piketima pred Bijelom kućom, američkim Državnim tajništvom, i u Independence Hallu u Philadelphiji, prosvjedujući protiv politike savezne vlade o diskriminaciji homoseksualaca, držeći natpis "Seksualne sklonosti su nebitne za savezno zapošljavanje."Muškarci koji su pristali na izlet morali su nositi odijela i kravate, a žene koje su sudjelovale trebale su nositi haljine, štikle i najlonke kako bi izgledale zapošljivo saveznoj vladi. Reakcije prolaznika bile su različite. Turist koji je svjedočio demonstracijama primijetio je: "Još uvijek ne vjerujem u to. Netko se šali." Zapanjeni srednjoškolac istaknuo je: "Svi izgledaju tako normalno."
Gittings se prisjetila: "Sjećam se da je čovjek rekao svojoj djeci: 'Držite nos - ovdje je prljavo.' A bila je i žena koja je vukla niz djece koja je vrlo ljutito rekla: 'Svi biste trebali biti oženjeni i imati djecu poput mene.' " Letci su dijeljeni prolaznicima koji su opisivali svoje razloge za piketiranje, iznenađujući neke primatelje koji nisu bili svjesni da homoseksualci i lezbijke mogu tako lako dobiti otkaz, dok je drugima to bilo odvratno. Gittings se prisjeća: "Bilo je rizično i bili smo uplašeni. Piketiranje u to vrijeme nije bila popularna taktika. A naša se stvar činila neobičnom čak i većini homoseksualaca."[nedostaje izvor] Večer uoči piketiranja State Departmenta, državni tajnik Dean Rusk najavio je pikete na konferenciji za novinare. Gittings je vidljivost visokog profila povezao s "probojem u mainstream publicitet".
Od 1965. do 1969. godine, ona i Frank Kameny vodili su Godišnji podsjetnik, piketirajući u Independence Hallu u Philadelphiji 4. srpnja, sve do Stonewallskih nemira u lipnju 1969. godine. Nakon nereda počela se održavati godišnja povorka ponosa homoseksualaca koja obilježava nerede. Razlike u političkom stavu Gittings i vodstvu DOB-a počele su se pokazivati, a kulminirale su 1966. godine kada je svrgnuta s mjesta urednice Ljestve zbog, kako tvrdi jedan izvor, stvaranja broja koji je kasno izvijestio o konvenciji DOB-a, ali prema drugom izvoru jer je uklonila "Samo za odrasle" na naslovnici časopisa bez savjetovanja s DOB-om.
U studenom 1967., Gittings i Kameny su zajedno radili kao subranitelji na ročištima Ministarstva obrane kako bi diskreditirali vještaka dr. Charlesa Socaridesa, koji je svjedočio da se homoseksualci mogu pretvoriti u heteroseksualce, te doveli u pitanje politiku kojuje vodilo Ministarstvo obrane po kojoj homoseksualni zaposlenici mogu dobiti otkaz zbog toga što su homoseksualci. "Cilj je bio publicitet", podsjetila je Gittings mnogo godina kasnije. Kameny i Gittings odjenuli su se konzervativno, ali nosili su gumbe na kojima je pisalo "Gay is Good" i "Pray for Sodomy". "Održali smo konferencije za novinare oštrih očiju. Kad smo prvi put ušli u sobu za saslušanje, pobrinuli smo se da se rukujemo sa svim ... sudionicima kako (oni) ne bi mogli izbjeći čitanje naših gumba. Iako niti jedno od njih nije bilo odvjetnik, na kraju njihovog unakrsnog ispitivanja, Ministarstvo obrane uklonilo je Socaridesa s popisa vještaka.
Gittings se na stotine puta pojavila kao govornik krajem 1960-ih. Nastavila je sa svojom misijom uvjeravati i heteroseksualce i homoseksualce da homoseksualnost nije bolest, izjavivši u pismu 1967. godine:

## Aktivizam 1970-ih i kasnije

### Američko udruženje knjižnica
Sedamdesetih godina Gittings je nastavila tragati za izvorima u knjižnicama koji su se homoseksualnošću bavili na pozitivan, podržavajući način. Razgovarajući o svojoj težnji za poboljšanjem materijala za homoseksualce i lezbijke u knjižnicama, rekla je, "Godinama bih ganjala knjižnice i rabljene knjižare pokušavajući pronaći priče o svojim ljudima, a zatim sam postala aktivna u drugim arenama pokreta za gej prava, ali uvijek sam pazila na novu književnost. Počelo se govoriti o homoseksualcima koji su bili zdravi, sretni i zdravi i koji su imali dobar život... Pa mi je sinulo - knjižnice, gej knjige!"
Gittings se pronašla u grupi homoseksualaca koja je osnovana 1970. godine u Američkom udruženju knjižnica, prvom gay klubu u profesionalnom udruženju, a postala je njegov koordinator 1971. Potaknula je Američko udruženje knjižnica na veću vidljivost homoseksualaca i lezbijki u toj profesiji. Zaposlila je kabinu za poljupce na nacionalnom kongresu ALA-e u Dallasu 1971. godine, ispod natpisa "Zagrli homoseksualca", sa strane "samo za žene" i "samo za muškarce". Kad to nitko nije iskoristio, ona i Alma Routsong, (pseudonim: Isabel Miller, autorica Patience i Sarah) poljubile su se pred televizijskim kamerama. Opisujući njen uspjeh, unatoč tome što je većina reakcija bila negativna, Gittings je rekla, "Morali smo dobiti publiku. Tako smo odlučili, pokažimo gay ljubav uživo. Nudili smo besplatne - pazite, besplatne - istospolne poljupce i zagrljaje. Pravo da vam kažem, prolazi su bili mobingirani, ali nitko nije ušao u kabinu da se besplatno zagrli. Pa smo se zagrlili i poljubili. Prikazana je dva puta u večernjim vijestima, još jednom ujutro. To nas je stavilo na kartu."

### Američko psihijatrijsko udruženje
Godine 1972., Gittings i Kameny organizirali su raspravu s Američkim psihijatrijskim udruženjem pod nazivom "Psihijatrija: prijatelj ili neprijatelj homoseksualcima: dijalog", gdje je panel psihijatara trebao razgovarati o homoseksualnosti. Kad je partnerica Gittingsa Kay Tobin Lahusen primijetila da su svi psihijatri heteroseksualni, pobunila se. Gittings se sjetila: "Moja partnerica, Kay, rekla je: 'Ovo nije u redu - ovdje imate dva psihijatra koja su se suprotstavila dvojici homoseksualaca, a ono što stvarno trebate je netko tko je oboje.' Moderator panela, dr. Kent Robinson, pristao je dodati homoseksualnog psihijatra ako ga nađemo. Godine 1972. tko bi se javio?. .. Kay i ja smo pisali pisma i telefonirali širom zemlje." Gay psihijatar u Philadelphiji napokon je pristao pojaviti se na panelu dobro zamaskiran, s mikrofonom koji iskrivljuje glas, nazivajući se "dr. H. Anonymous". Bio je John E. Fryer i govorio je o tome kako je bio prisiljen biti zatvoren dok je radio kao psihijatar. Gittings je naglas čitala pisma psihijatara koje je zatražila, a koji se nisu htjeli pojaviti iz straha od profesionalnog ostrakizma. Opisala je događaj kao "transformativan".
Godine 1973., homoseksualnost je uklonjena iz Dijagnostičkog i statističkog priručnika kao mentalni poremećaj a Gittings proslavljena fotografiranjem s naslovima novina u Philadelphiji, "Dvadeset milijuna homoseksualaca izliječeno je u trenu".
Gittings je provela 16 godina radeći s knjižnicama i vodeći kampanje za unošenje pozitivnih materijala na temu homoseksualaca i lezbijki u knjižnice te za uklanjanje cenzure i diskriminacije na poslu. Napisala je Gejevi u zemlji knjižnica: Radna skupina za homoseksualce i lezbijke Američkog udruženja knjižnica: Prvih šesnaest godina., kratka povijest grupe. Pomogla je pokrenuti ono što se tada nazivalo Nacionalna radna skupina za homoseksualce, da bi kasnije 1973. dobilo naziv Nacionalna radna skupina za homoseksualce i lezbijke (NGLTF). Gittings su služili u odboru NGLTF-a tijekom 1980-ih. Nadahnula je medicinske sestre da osnuju Savez gay medicinskih sestara 1973. godine. Izlagala je na APA konvencijama 1972., 1976. i 1978. godine, a posljednja joj je bila "Gay Love: Good Medicine" koja je homoseksualce prikazivala kao sretne i zdrave.

### Ostalo
Gittings se pojavila na showu Phila Donahuea 1970. godine i na showu Davida Susskind PBS-a 1971. godine, zajedno sa šest drugih lezbijki, uključujući Lilli Vincenz i Barbaru Love. Bile su među prvim otvorenim lezbijkama koje su se pojavile na televiziji u SAD-u i raspravljale o dugotrajnim stereotipima o homoseksualcima sa Susskindom. Ovaj je segment zapamćen po izjavi Gittings: "Homoseksualci danas uzimaju zdravo za gotovo da njihova homoseksualnost uopće nije nešto užasno - dobro je, točno je, prirodno je, moralno je i tako će biti!". Tjedan dana nakon ovog nastupa u showu Davida Susskinda, sredovječni par obratio se Gittings u supermarketu kako bi tvrdio: "Natjerali ste me spoznati da se vi homoseksualci volite baš onako kako Arnold i ja." 
Godine 1991. Gittings se prisjetila svojih odluka da bude otvorena kao i tijekom cijelog života kada je rekla: "Svaki put kad bih morala donijeti odluku da idem naprijed ili da se vratim, koristim svoje pravo ime ili ne, idem na televiziju ili odbijem, izaći na neke od najranijih linija piketa ili ostati iza. Obično sam zauzimala javni stav jer nas još nije bilo puno koji bismo sebi mogli priuštiti rizik."

## Ostavština
Gittings su se pojavili u dokumentarnim filmovima Gay Pioneers, Before Stonewall, Nakon Stonewalla, Out of the Past, i Pride Divide.
Godine 1999., Gittings je odana počast za svoj doprinos LGBT-u na sedmom godišnjem festivalu PrideFest America u Philadelphiji. Organizacija je Gittings opisala kao "Rosa Parks gej i lezbijskog pokreta za građanska prava".
Godine 2001. savez gejeva i lezbijki protiv klevete odao je počast Gittings dodijelivši joj prvu nagradu Barbara Gittings, ističući posvećenost aktivizmu.
Također, 2001. godine, Slobodna knjižnica Philadelphije najavila je svoju zbirku knjiga "Barbara Gittings" posvećenih homoseksualnim i lezbijskim problemima. U zbirci ima više od 2000 predmeta, druga po veličini zbirka knjiga homoseksualaca i lezbijki u SAD-u, izvan zbirke Javne knjižnice San Francisco.
Kao priznanje za doprinos Gittings u promicanju gay i lezbijske književnosti, 2002. godine Okrugli stol za homoseksualce, lezbijke, biseksualce i transrodne osobe ALA-a preimenovao je jednu od svoje tri nagrade za knjigu u Stonewall Book Award-Barbara Gittings Literature Award.
Godine 2003. Američko udruženje knjižnica nagradilo ju je najvišim priznanjem, doživotnim počasnim članstvom.
Serija murala "Progress" Ann Northrup, smještene u ulici Spruce 1315, Center City, Philadelphia, sadrži sliku Barbare Gittings u muralu "Ponos i napredak". Na slici možete vidjeti čovjeka kako lijepi plakat koji prikazuje dio godišnjeg podsjetnika iz 1966. godine.
Godine 2006. Gittings i Frank Kameny dobili su prvu nagradu dr. John E. Fryer, od Američkog psihijatrijskog udruženja. Nagrada ide ljudima koji su značajno utjecali na mentalno zdravlje homoseksualaca i lezbijki.
U listopadu 2006. godine Smithsonian Institution pribavio je znak koji je nosila na piketiranju 1965. godine, a darovao ga je Frank Kameny.
Godine 2007., čitatelji časopisa The Advocate uvrstili su Gittings na popis svojih 40 omiljenih homoseksualnih i lezbijskih heroja.
Gittings i njena partnerica Kay Tobin Lahusen poklonile su kopije nekih materijala i fotografija koje pokrivaju njihov aktivizam zbirkama rijetkih i rukopisa Sveučilišta Cornell. Godine 2007. Lahusen je darovala sve njihove izvorne radove i fotografije Javnoj knjižnici u New Yorku (NYPL), čiji je voditelj Paul LeClerc rekao: "Zbirka koju su donirale Barbara Gittings i Kay Tobin Lahusen izvanredna je kronika iz prve ruke koja detaljno opisuje bitke homoseksualaca i lezbijki za prevladavanje predrasuda i ograničenja koja su vladala prije aktivizma i prosvjednih pokreta započetih 1960-ih."
Glavna knjižnica Sveučilišta Massachusetts Amherst primila je donaciju od preko 1000 knjiga Gittings i Lahusen 2007. godine; to je zbirka gej knjiga Gittings-Lahusen, pozivni broj: RB 005.
Dana 1. listopada 2012. grad Philadelphia nazvao je dio ulice Locust "Barbara Gittings Way" u počast Barbare Gittings.
Također, 2012. godine uvrštena je u Legacy Walk, javni izložbeni prostor na otvorenom koji slavi LGBT povijest i ljude.
U lipnju 2019. Gittings je bila jedna od prvih pedeset američkih "pionira, izvođača i heroja" uvrštenih na Nacionalni LGBTQ Zid časti unutar Nacionalnog spomenika Stonewall (SNM) u njujorškoj Stonewall Inn. SNM je prvi američki nacionalni spomenik posvećen LGBTQ pravima i povijesti, a otkrivanje zida bilo je tempirano za vrijeme 50. godišnjice nereda u Stonewallu.
U prvoj sezoni "Making Gay History", epizoda 9 podcasta govore o njoj i Lahusenu, kao i 8. epizoda 2. sezone.

## Osobni život
Gittings je bila strastvena ljubiteljica glazbe, najviše ga je zanimala barokna i renesansna glazba. Većinu svog života pjevala je u zborovima, više od 50 godina pjevala je u komornom zboru Philadelphia. Bila je također zaljubljenica u planinarenje i kanuing. Ona i njezina cjeloživotna partnerica Kay Tobin (poznata i kao Kay Tobin Lahusen; rođena 1930.) upoznali su se 1961. na pikniku na Rhode Islandu. Gittings je opisala kako su započeli: "Počele smo se udvarati. Odletjela sam u Boston [da je vidim] i izašla iz aviona s velikom hrpom cvijeća u ruci. Nisam mogla odoljeti. Nije me bilo briga što svijet misli. Bacila sam cvijeće, zgrabila je i poljubila. To se nije radilo 1961." Gittings i Lahusen bili su zajedno 46 godina.
Godine 1997. Gittings i Lahusen pritisnule su Američko udruženje umirovljenika (AARP) da im odobri članstvo parova po smanjenoj cijeni zdravstvenog osiguranja. Dana 18. veljače 2007. Gittings je umrla u kvartu Kennett Squareu u Pennsylvaniji nakon duge borbe s rakom dojke. Iza nje je ostala životna partnerica Kay Tobin Lahusen i njezina sestra Eleanor Gittings Taylor. Godine 1999. Gittings je sažela njezinu inspiraciju za svoj aktivizam: "Kao tinejdžerica, morala sam se sama mučiti da bih spoznala sebe i što znači biti homoseksualac. Sad već 48 godina imam zadovoljstvo surađivati s drugim homoseksualcima iz cijele države kako bi skinuli fanatike s naših leđa, podmazali šarke vrata ormara, promijenili predrasude i pokazivali da je homoseksualna ljubav dobra za nas i za ostatak svijeta. To je naporan posao - ali to je od vitalne važnosti, i raduje i često je zabavno!"

## Vanjske poveznice
- Barbara Gittings u internetskoj bazi filmova IMDb-u (engl.)
- Kay Lahusen and Barbara Gittings Digital Collection at the New York Public Library. NYPL Digital Gallery. Pristupljeno 11. studenoga 2020.
- Barbara Gittings And Kay Tobin Lahusen Miscellany, 1965-1982, via Cornell University
- Special Collection #0003: The Barbara Gittings/Kay Tobin Lahusen Collection held by the John J. Wilcox, Jr. LGBT Archives, William Way LGBT Community Center
- Barbara Gittings and Kay Tobin Lahusen gay history papers and photographs, 1855-2009 (bulk 1963-2007), held by the Manuscripts and Archives Division, New York Public Library